# European Film Awards per il miglior sonoro
L'European Film Award per il miglior sonoro viene assegnato al miglior direttore del suono dell'anno dalla European Film Academy.

## Vincitori e candidati
Per ogni direttore del suono viene indicato il titolo del film in italiano e il titolo originale tra parentesi.

### 2010
- 2013
  - Matz Müller ed Erik Mischijew - Paradise: Faith (Paradies: glaube)

- 2014
  - Joakim Sundström - Starred Up

- 2015
  - Vasco Pimentel e Miguel Martins - Le mille e una notte - Arabian Nights (As Mil e uma Noites)

- 2016
  - Radosław Ochnio - 11 minut

- 2017
  - Oriol Tarragó - Sette minuti dopo la mezzanotte (A Monster Calls)

- 2018
  - André Bendocchi-Alves e Martin Steyer - Der Hauptmann

### 2020
- 2021
  - Yolande Decarsin, Kristian Selin e Eidnes Andersen – Petite Fille
- 2021
  - Gisle Tveito e Gustaf Berger – De uskyldige
- 2022
  - Simone Paolo Olivero, Paolo Benvenuti, Benni Atria, Marco Saitta, Ansgar Frerich e Florian Holzner – Il buco
- 2023
  - Johnnie Burn e Tarn Willers – La zona d'interesse (The Zone of Interest)
- 2024
  - Pierre Bariaud, Charlotte Butrak, Samuel Aïchoun e Rodrigo Díaz – La storia di Souleymane (L'Histoire de Souleymane)